# ديف هيرمان
ديف هيرمان (بالإنجليزية: Dave Herman)‏ هو لاعب كرة قدم أمريكية أمريكي، ولد في 3 سبتمبر 1941 في برايان في الولايات المتحدة.

## وصلات خارجية
- ديف هيرمان على موقع مرجع كرة القدم المحترفة.كوم (الإنجليزية)